# Destitution
La destitution est une procédure de droit qui vise à priver quelqu'un de sa charge ou de sa fonction. Elle est notamment utilisée par l'organe détenant le pouvoir législatif à la suite d'une mise en accusation, ou en anglais impeachment /ɪmˈpiːt͡ʃmənt/ , d'un officiel du gouvernement. Dans les pays où cette procédure existe, elle nécessite généralement une large majorité des voix.[réf. nécessaire]
Bien qu'elle ait ses origines juridiques dans le droit anglais, la procédure d'impeachment est un outil du droit constitutionnel de nombreux pays : Brésil, Irlande, Inde, Philippines, Russie, Corée du Sud, États-Unis. Cette procédure de destitution a pour but de permettre d'engager des poursuites judiciaires pénales à l'encontre des hauts fonctionnaires destitués. De manière littérale, le mot anglais impeachment signifiant « mise en accusation », on distingue cette mise en accusation du procès proprement dit, l'impeachment trial. Dans son usage courant dans les pays concernés, le terme impeachment peut aussi désigner la procédure dans son ensemble, ou plus rarement la destitution proprement dite, qui en est l'issue.

## Terminologie
L’Office québécois de la langue française et Radio-Canada utilisent le terme « procédure de destitution » pour désigner l'impeachment,, terme qui est aussi de plus en plus populaire en Europe,. Aux États-Unis, la « destitution » effective, à savoir « Renvoyer un fonctionnaire public de son emploi » (cf. définition du Littré) ne prendra effet que lorsque les deux tiers de la chambre dite « haute » (par exemple le Sénat aux États-Unis) déclareront, à la suite de la mise en accusation par la chambre dite « basse » (par exemple la Chambre des représentants aux États-Unis), que le haut fonctionnaire mis en accusation, déclaré coupable, ne peut plus assumer ses fonctions. Et ce n'est qu'au terme de ce procès mené par la chambre haute, s'il est déclaré par cette instance être coupable des faits qui lui sont reprochés, que le président sera effectivement « destitué ». « Mise en accusation » ne signifie donc pas « destitution ».

## Droit par pays

### Brésil

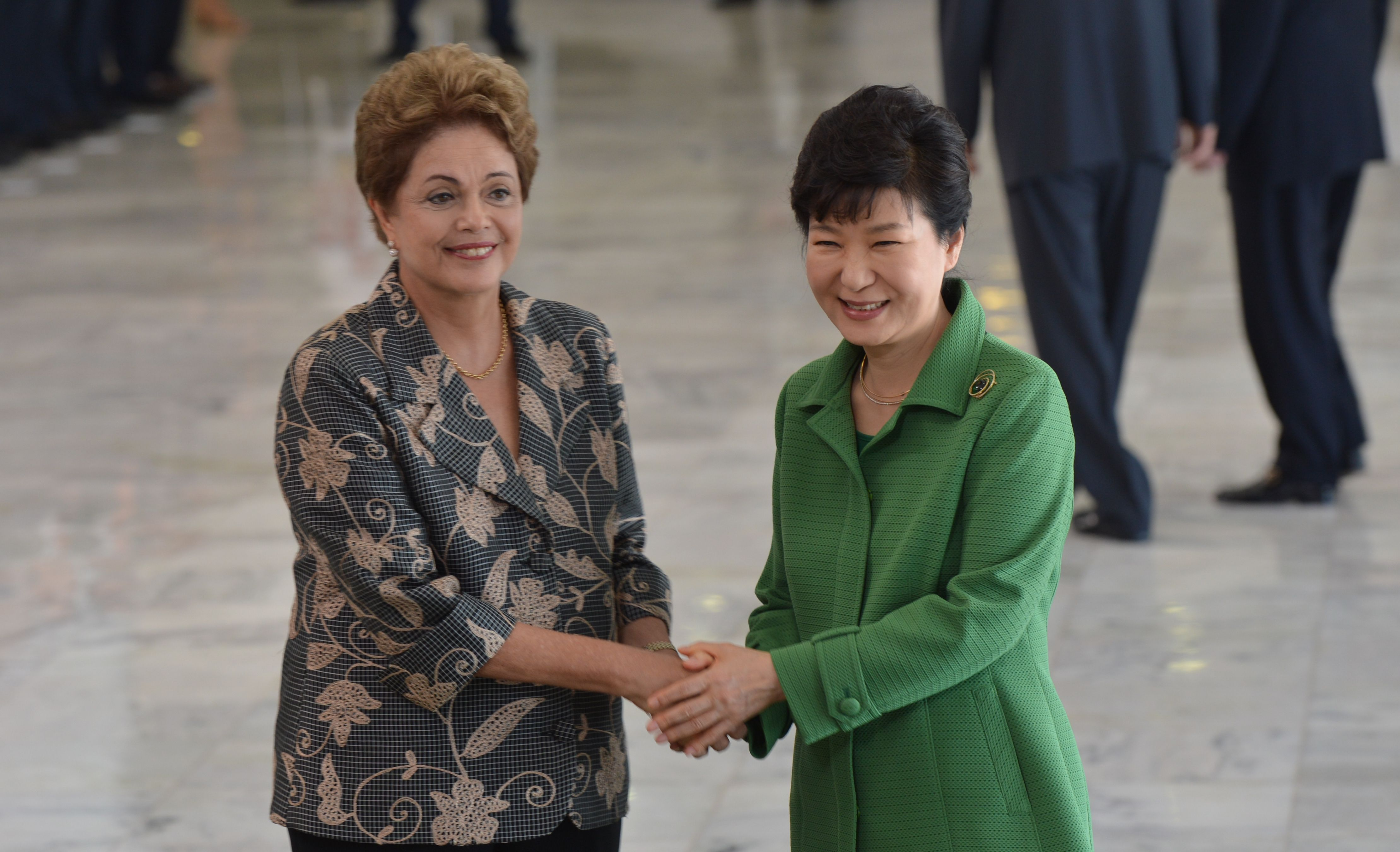
Les présidentes brésilienne Dilma Rousseff et sud-coréenne Park Geun-hye ont toutes deux été destituées à la suite d’une procédure d’impeachment, respectivement en 2016 et 2017.

La procédure de destitution a été appliquée en 2016 au Brésil dans le cadre de la destitution de Dilma Rousseff.

### Canada
Au Canada, il n'existe pas de procédure législative de destitution de députés à la demande de la population. Cependant, les parlementaires peuvent tenir des votes de suspension de leurs membres, par ex. lorsque les sénateurs ont suspendu le sénateur Patrick Brazeau quand celui-ci faisait face à des accusations pénales; les accusations ont ensuite été retirées et il a ensuite réintégré son siège au Sénat.
La destitution du premier ministre du Canada est possible, mais elle se fait par voie parlementaire plutôt que par un vote direct de la population, lorsqu'en vertu des règles de souveraineté parlementaire, le premier ministre perd la confiance de la Chambre à la suite d'une motion de confiance. Cela s'est notamment produit en février 1980 lorsque le premier ministre Joe Clark a démissionné après avoir perdu l'élection fédérale tenue à la suite d'un vote de non-confiance. Bien que cette situation correspond généralement à la perte de confiance d'un gouvernement minoritaire par les députés d'opposition, il peut aussi théoriquement se produire au Canada une situation où le premier ministre d'un gouvernement majoritaire perd la confiance des députés de son propre parti, en plus de celle des députés d'opposition, comme cela s'est produit au Royaume-Uni lorsque le premier ministre Boris Johnson a annoncé sa démission.
Au Québec, le député d'opposition Éric Caire avait proposé un projet de loi sur la révocation des députés en 2011, mais ce projet de loi n'a pas été adopté.
En revanche, en ce qui concerne les maires québécois, leur destitution est possible en vertu de la Loi permettant de relever provisoirement un élu municipal de ses fonctions. Cette loi a été adoptée dans le contexte d'affaires de corruption de personnalités municipales révélées lors de la commission Charbonneau. Cette loi modifie la Loi sur les élections et les référendums dans les municipalités afin de permettre à la Cour supérieure de déclarer l'incapacité provisoire d'un maire qui fait l'objet d'une poursuite pénale pour une infraction punissable pour une peine de plus de deux ans, à la demande de la municipalité, du procureur général ou de tout électeur de la municipalité.

### Corée du Sud
La procédure de destitution a été appliquée en 2016 en Corée du Sud dans le cadre de la procédure de destitution de Park Geun-hye.

### États-Unis
Cette procédure est originaire du Royaume-Uni mais elle est surtout connue pour son application aux États-Unis. Les présidents Andrew Johnson en 1869, Bill Clinton  en 1998 et Donald Trump en 2019 et 2021 ont fait l’objet d’une procédure d’impeachment, qui n’a dans aucun des cas abouti à une destitution. Une procédure a été appliquée au président Richard Nixon en 1974 qui a démissionné avant que la procédure n’aille à son terme.

### France
En 1887, après le scandale des décorations, le président Jules Grévy est poussé à la démission après un vote du Parlement, ce qui est une forme de destitution ; en effet, celle-ci n’était pas prévue par les lois constitutionnelles de la IIIe République. Cela affaiblira définitivement le pouvoir du Président de la République sous la IIIe République.
Dans la constitution de la cinquième république, actuellement en vigueur, la destitution est prévue depuis la révision constitutionnelle du 23 février 2007 portant sur le statut du président de la République par l'article 68 de la Constitution[réf. nécessaire]. Elle est applicable depuis la loi organique no 2014-1392 du 24 novembre 2014 portant application de l’article 68 de la Constitution.
La procédure peut être déclenchée par l’Assemblée nationale ou par le Sénat par l’adoption à la majorité des deux tiers des membres d’une proposition de réunion du Parlement en Haute Cour (1re condition). La seconde assemblée doit ensuite se prononcer dans les quinze jours. Si elle n’adopte pas cette proposition, la procédure est alors terminée (2de condition). La Haute Cour doit ensuite se prononcer dans un délai d’un mois. Elle est présidée par le président de l’Assemblée nationale.
Les votes s’effectuent à bulletins secrets. La délégation de vote est impossible. La majorité des deux tiers des membres de la Haute Cour est nécessaire pour prononcer la destitution du président (3e condition). Cette procédure est cependant quasiment impossible à réaliser dans les faits au vu des conditions cumulatives nécessaires à son application. Pendant la durée de la procédure, le chef de l’État continue d’exercer ses fonctions. Il n’y a pas d’intérim. Conçue par la Commission présidée par Pierre Avril sur le statut pénal du chef de l’État, la destitution constitue une contrepartie à la protection étendue dont bénéficie désormais le président.
Elle se distingue de la procédure de l'empêchement qui, sur un fondement différent, aboutit à un résultat similaire quand il est définitif.
- En droit administratif, la destitution prend la forme d'une révocation disciplinaire de certains agents à statut spécial (officiers ministériels, magistrats, fonctionnaires, maires).
- En droit civil, le conseil de famille peut décider la destitution de la tutelle, qui prive le tuteur de ses fonctions.